# André Bazin
André Bazin   (Angers, 18 d'abril de 1918 - Nogent-sur-Marne, 11 de novembre de 1958) va ser un influent crític de cinema i teòric cinematogràfic francès.

## Biografia
Bazin va néixer en Angers (França) el 1918. Va començar a escriure sobre el cinema el 1943 i va ser un dels fundadors de la revista cinematogràfica Cahiers du cinéma el 1951 junt amb Jacques Doniol-Valcroze i Joseph-Marie Lo Duca.

### Crítica cinematogràfica
Bazin va ser part important de la crítica i l'estudi del cinema després de la Segona Guerra Mundial. A més d'haver editat Cahiers du Cinéma fins als seus últims dies, una col·lecció de quatre volums (titulada Qu'est-ce que le cinéma?) de les seves obres va ser publicada entre 1958 i 1962. Dos d'aquests volums van ser traduïts a l'anglès a finals dels anys 1960 i es van convertir en suports importants per a la cinematografia nord-americana i encyclopædia Britannica. Bazin va tenir molts problemes amb els seus deixebles de Cahiers du Cinéma tret d'incorporar el feminisme dins del cinema, en contra de les seves opinions de fer només cinema i representar la societat tal com es presentava als seus ulls.
Bazin recolzava els films que mostraven el que el veia com a "realitat objectiva" (com documentals i films de l'escola del neorealismo italià) i als directors que es feien "invisibles" (com Howard Hawks). També defensava l'ús de profunditat de focus (Orson Welles), plans oberts (Jean Renoir) i preses en profunditat i preferia el que ell anomenava "continuïtat verdadera" a través de la posada en escena sobre els experiments en edició i efectes visuals. La seva opinió era oposada a la teòrica cinematogràfica en els anys 1920 i els anys 1930, la qual s'enfocava en com el cinema pot manipular la realitat.
Bazin creia que una pel·lícula hauria de representar la visió personal del director. Aquesta idea seria de gran importància per al desenvolupament de la teoria d'auteur, la qual es va originar en un article de François Truffaut a Cahiers du Cinéma. Bazin també era un seguidor de la "crítica apreciativa", en la qual els crítics sol poden escriure crítiques de les pel·lícules que els van agradar i així promoure la crítica constructiva.